# Класифікація Ньютона кривих 3-го порядку
Вперше класифікацію кривих 3-го порядку здійснив І. Ньютон в 1704 році, описавши в своїй роботі 72 криві. Однак пізніше Дж. Стірлінг доповнив список ще 4-ма кубиками, а Ф. Ніколь  — ще двома кривими, які Ньютон неврахував. Рисунки цих шести кубик можна знайти в статті.
Найбільш зручний принцип, що покладається в основу класифікації кривих 3-го порядку, є розподіл їх на групи в залежності від кількости та характеру їх нескінченних гілок.
І.Ньютон, застосовуючи елементарні перетворення, зводить загальне рівняння 3-го степеня:
{\displaystyle A\cdot x^{3}+3B\cdot x^{2}y+3C\cdot xy^{2}+D\cdot y^{3}+3E\cdot x^{2}+6F\cdot xy+3G\cdot y^{2}+Hx+Iy+K=0\,,}
де хоча б один з коефіцієнтів {\displaystyle A,B,C,D} не дорівнює нулю, 

до однієї з чотирьох канонічних форм::стор.8
{\displaystyle {\begin{aligned}&A:\qquad xy^{2}+ey&=ax^{3}+bx^{2}+cx+d\,;\\&B:\qquad xy&=ax^{3}+bx^{2}+cx+d\,;\\&C:\qquad y^{2}&=ax^{3}+bx^{2}+cx+d\,;\\&D:\qquad y&=ax^{3}+bx^{2}+cx+d.\end{aligned}}}
Потім за коефіцієнтами канонічного рівняння він формує допоміжне характеристичне рівняння 4-го (або 3-го) степеня:
{\displaystyle a\cdot x^{4}+b\cdot x^{3}+c\cdot x^{2}+d\cdot x+{\frac {e^{2}}{4}}=0}
або
{\displaystyle a\cdot x^{3}+b\cdot x^{2}+c\cdot x+d=0}
В залежности від різних співвідношень між коренями характеристичного рівняння, Ньютон поділяє всі криві 3-го порядку на 7 класів, 14 родів та 72 типи.
- Криві, рівняння яких зводиться до канонічної форми {\displaystyle A}, Ньютон поділяє на 4 класи:

{\displaystyle \qquad }Клас 1  Гіперболічні гіперболи {\displaystyle (a>0)} (розділяються в свою чергу на 4 роди):
1. Адіаметральні {\displaystyle (e\neq 0)} — без діаметрів; (9 типів кривих);
2. Монодіаметральні {\displaystyle (e=0;b^{2}\neq 4ac)} — з одним діаметром; (12 типів кривих);
3. Тридіаметральні {\displaystyle (e=0;b^{2}=4ac)} — з трьома діаметрами; (2 типа кривих);
4. Гіперболічні гіперболи з асимптотами, що перетинаються в одній точці {\displaystyle (b=0)}; (9 типів кривих).

{\displaystyle \qquad }Клас 2  Дефективні гіперболи {\displaystyle (a<0)}:
1. Адіаметральні {\displaystyle (e\neq 0)}; (6 типів кривих);
2. Монодіаметральні {\displaystyle (e=0)}; (7 типів кривих).

{\displaystyle \qquad }Клас 3  Параболічні гіперболи {\displaystyle (a=0;\,b\neq 0)}:
1. Адіаметральні {\displaystyle (e\neq 0)}; (7 типів кривих);
2. Монодіаметральні {\displaystyle (e=0)}; (4 типа кривих).

{\displaystyle \qquad }Клас 4  Гіперболізми конічних перетинів {\displaystyle (a=b=0)}:
1. Гіперболізм гіперболи {\displaystyle (c>0)}; (4 типа кривих);
2. Гіперболізм еліпса {\displaystyle (c<0)}; (3 типа кривих);
3. Гіперболізм параболи {\displaystyle (c=0)}; (2 типа кривих).

- Криві, рівняння яких зводиться до канонічних форм {\displaystyle B}, {\displaystyle C} та {\displaystyle D} налічуюють по одному класу:

{\displaystyle \qquad }Клас 5  Тризуб або Параболізм гіперболи;

{\displaystyle \qquad }Клас 6  Розбіжна парабола (цей клас поділяється на 5 типів);

{\displaystyle \qquad }Клас 7  Кубічна парабола.

## Назви та термінологія
І. Ньютон в своїй термінології кривих 3-го порядку використовує назви конічних перерізів, доповнюючи їх характерними уточнюючими прикметниками. Зокрема, якщо кількість компонентів (гілок) у кривої класу I (у гіперболи) більше, ніж у відповідного конічного перерізу, то до назви гіпербола він добавляє слово надлишкова (тобто гіперболічна гіпербола); якщо ж гілок менше, ніж у відповідного конічного перерізу, то добавляється слово недостатня (тобто дефективна гіпербола). Якщо до складу компонент входить гілка параболічного характеру, то добавляється слово параболічна (тобто параболічна гіпербола).
Класифікація І. Ньютона, не дивлячись на подальше удосконалення, зберіглася і по нині, так само як і термінологія.:стор.28

## Клас І. Гіперболічна гіпербола
Має канонічне рівняння в декартовій системі координат:
{\displaystyle \qquad xy^{2}+ey=ax^{3}+bx^{2}+cx+d\,;\qquad a>0\qquad (1)}
Крива має три звичайні асимптоти:
{\displaystyle x=0\,,\qquad y=\pm {\sqrt {a}}\cdot \left(x+{\frac {b}{2a}}\right)}
Ці асимптоти перетинаються в точках
{\displaystyle \left(0,{\frac {b}{2{\sqrt {a}}}}\right)\,;\quad \left(0,-{\frac {b}{2{\sqrt {a}}}}\right)\,;\quad \left(-{\frac {b}{2a}},\,0\right),}
які є вершинами асимптотичного трикутника.
Розвязавши рівняння відносно {\displaystyle y}, отримаємо:
{\displaystyle y={\frac {-e\pm 2{\sqrt {a\cdot x^{4}+b\cdot x^{3}+c\cdot x^{2}+d\cdot x+{\frac {e^{2}}{4}}}}}{2x}}={\frac {-e\pm 2{\sqrt {a\cdot (x-x_{1})\cdot (x-x_{2})\cdot (x-x_{3})\cdot (x-x_{4})}}}{2x}}}
де {\displaystyle x_{1}\,,x_{2}\,,x_{3}\,,x_{4}} — корені характеристичного рівняння
{\displaystyle a\cdot x^{4}+b\cdot x^{3}+c\cdot x^{2}+d\cdot x+{\frac {e^{2}}{4}}=0\qquad (2)}
Змінна {\displaystyle y} приймає дійсні, або комплексні значення, в залежности від знаку підкореневого виразу (лівої частини рівняня (2)).

### Рід 1. Адіаметральна гіперболічна гіпербола
{\displaystyle e\neq 0}
Крива без діаметрів. Складається з трьох нескінченних гілок гіперболічного типу. Також при певних параметрах характеристичного рівняння може мати четверту компоненту у вигляді овалу, або ізольованої точки. Крива може бути гладкою, або ж може мати особливі точки (подвійну точку, або точку звороту). Крива має три звичайні дійсні нескінченно віддалені точки. :стор.13
Поділяється на дев'ять типів:

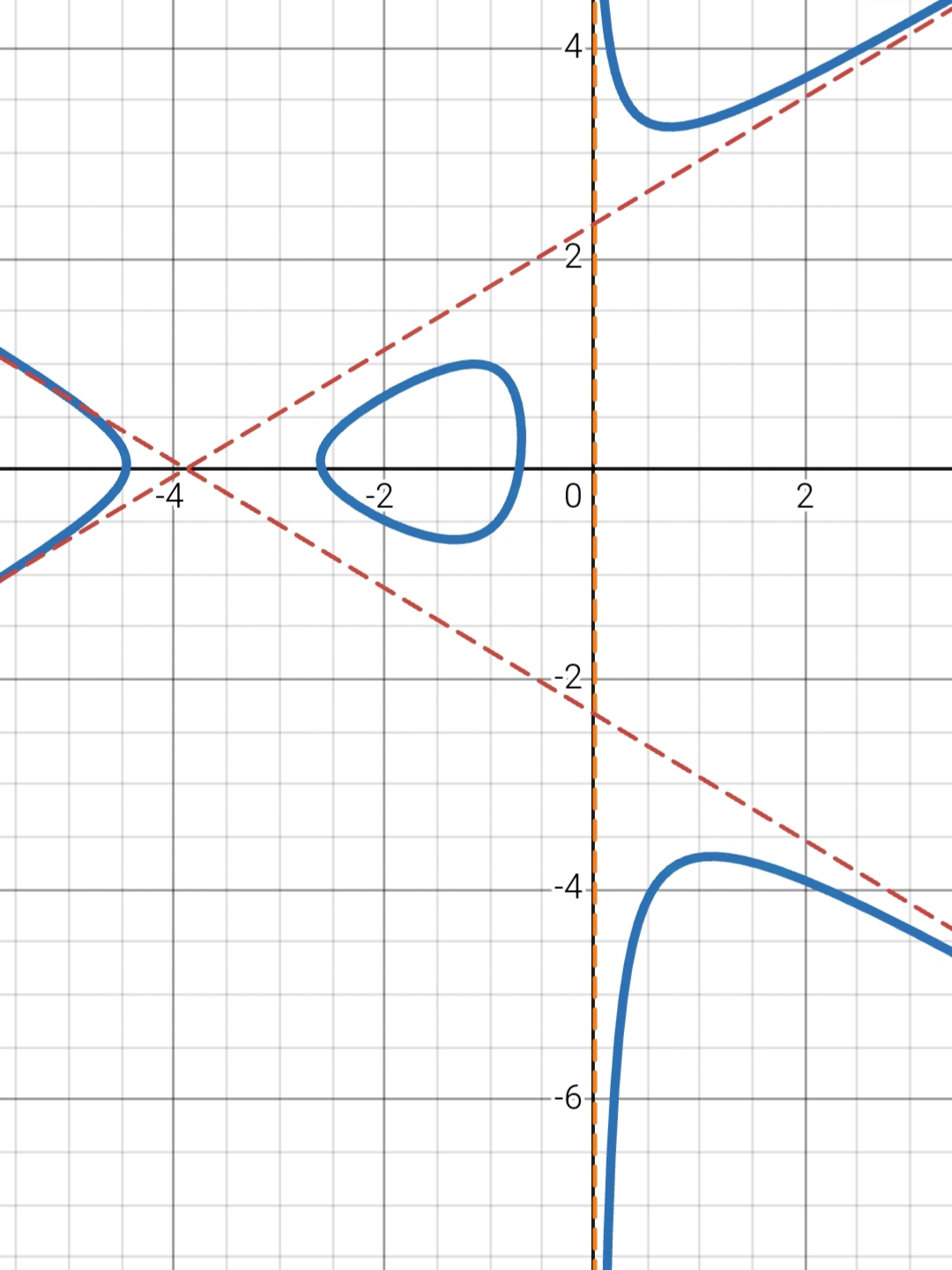
Рис.1 Адіаметральна гіперболічна гіпербола, тип 1

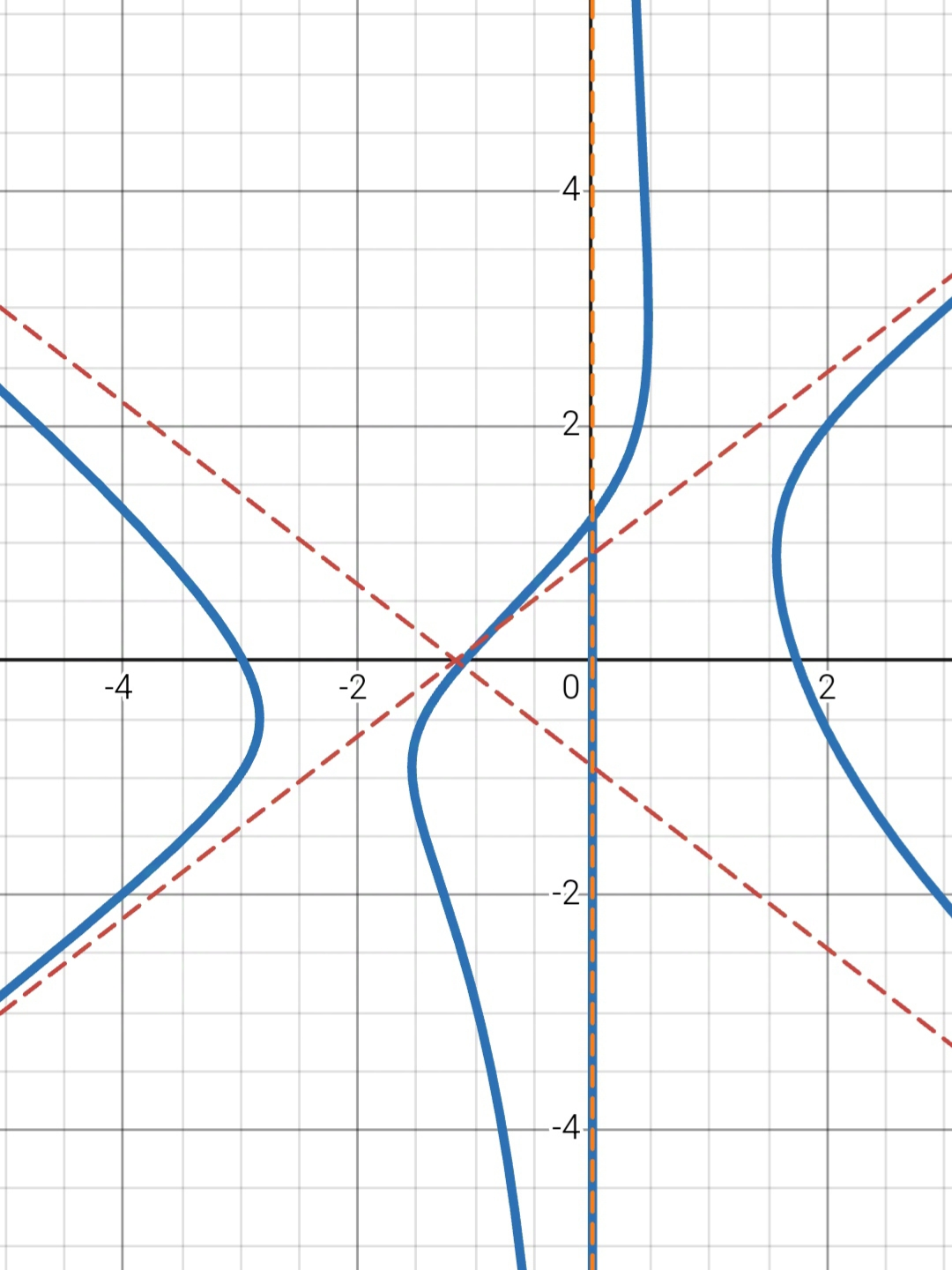
Рис.2 Адіаметральна гіперболічна гіпербола, тип 2

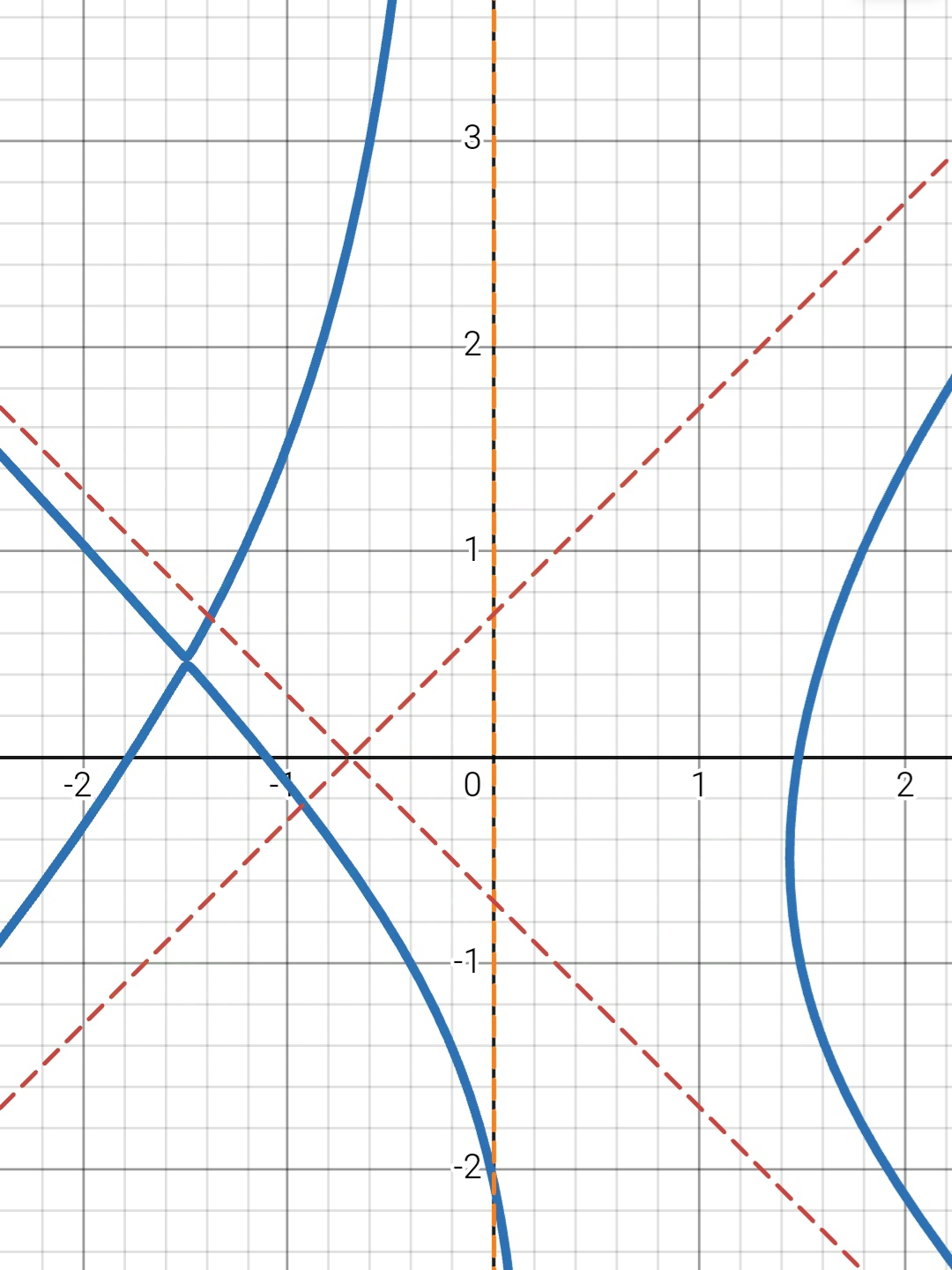
Рис.3 Адіаметральна гіперболічна гіпербола, тип 3

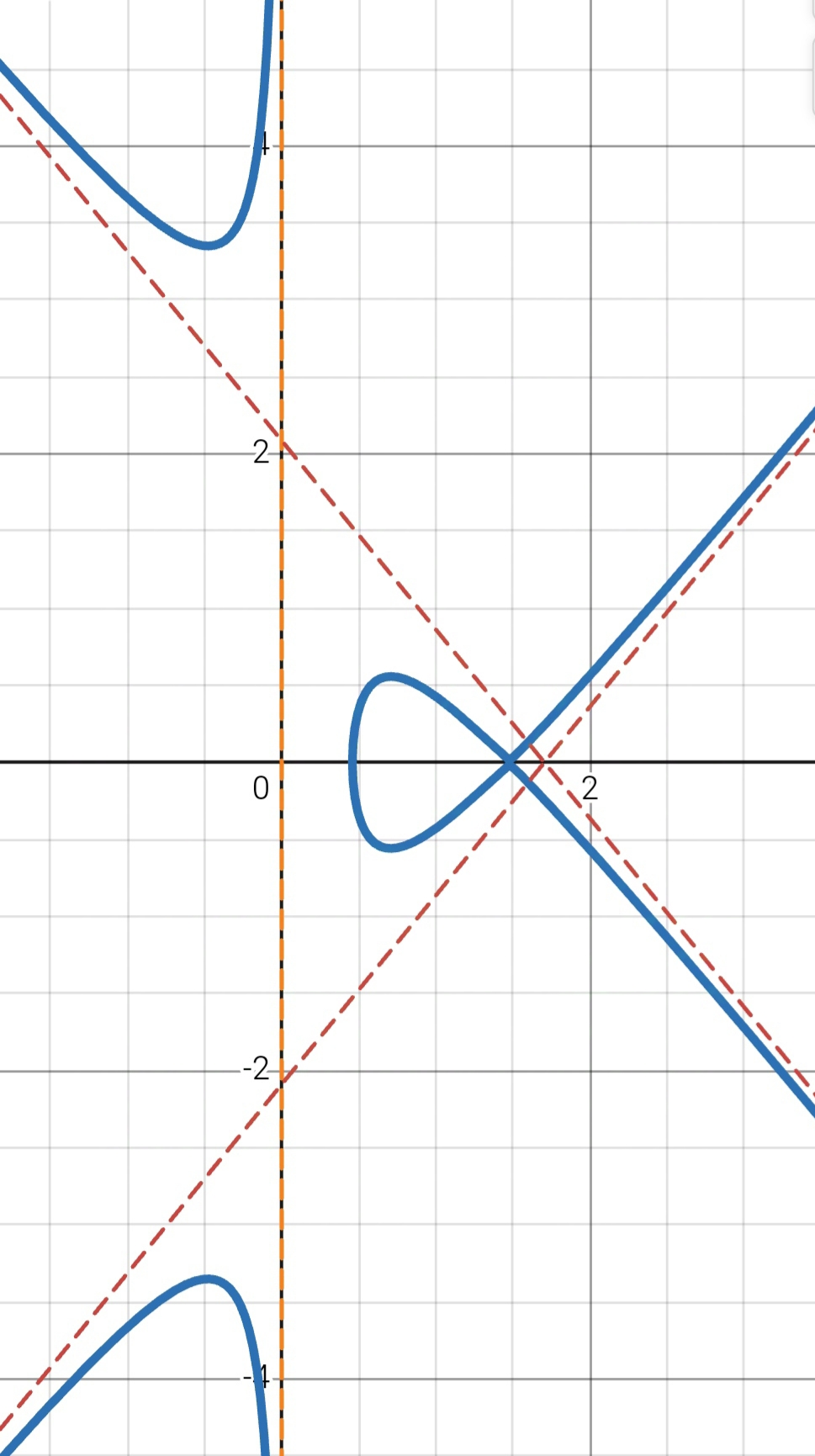
Рис.4 Адіаметральна гіперболічна гіпербола, тип 4

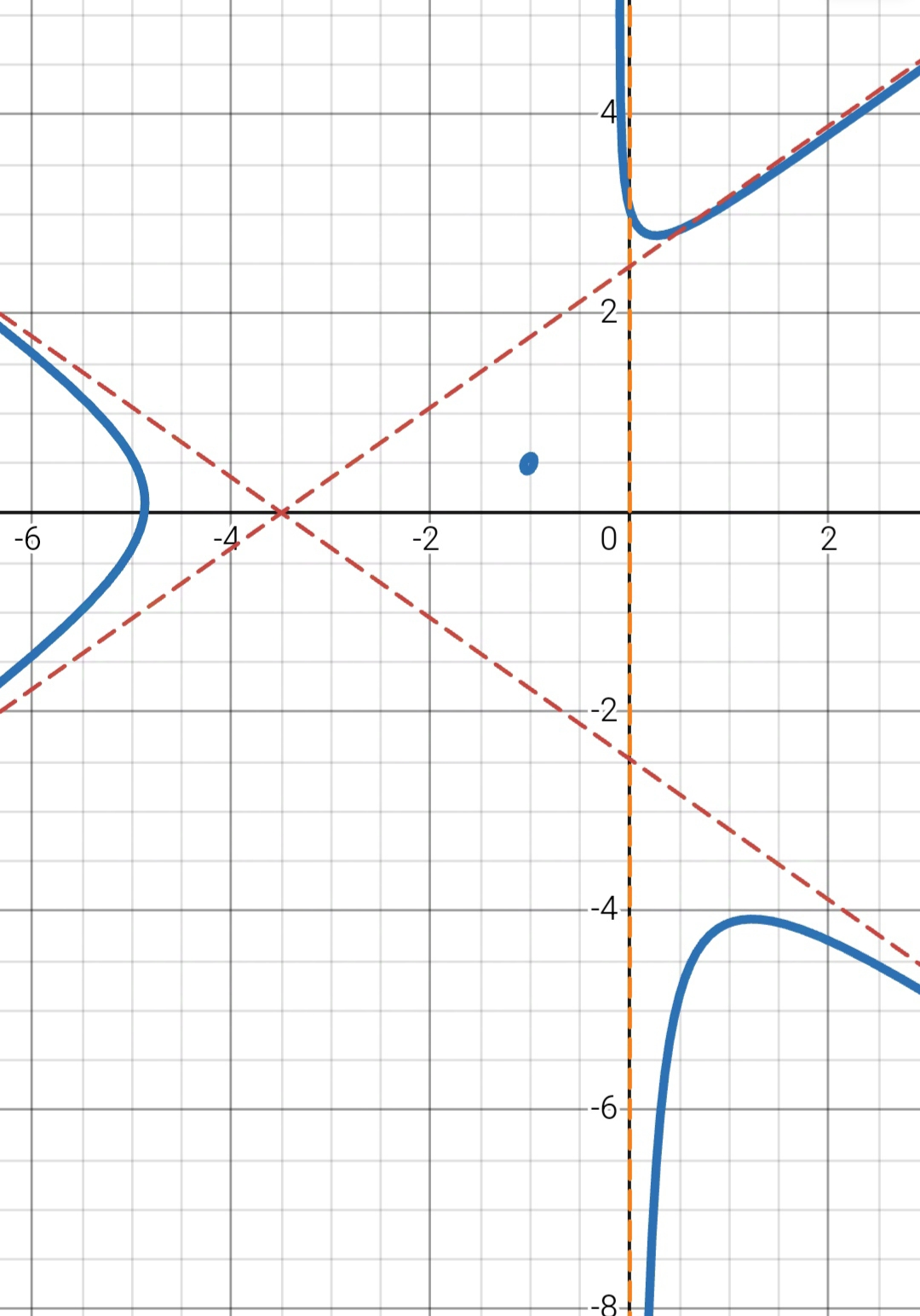
Рис.5 Адіаметральна гіперболічна гіпербола, тип 5

1. Всі корені характеристичного рівняння дійсні та різні; всі одного знаку.
Нехай {\displaystyle 0<x_{1}<x_{2}<x_{3}<x_{4}}.Тоді:
змінна {\displaystyle y} приймає дійсні значення при {\displaystyle x\leq x_{1};\quad x_{2}\leq x\leq x_{3};\quad x\geq x_{4}}.
На проміжку {\displaystyle [x_{2};x_{3}]} змінна {\displaystyle y} приймає кінцеві значення; крива тут має замкнену форму (овал), який повністю знаходиться всередині асимптотичного трикутника.
На проміжках {\displaystyle (x_{1};x_{2})\cup (x_{3};x_{4})} змінна {\displaystyle y} приймає уявні значення.
Окрім овала, крива має три нескінченні гіперболічні гілки: одна описується на проміжку {\displaystyle (-\infty \,;\,0)}, друга — на проміжку {\displaystyle (-\infty \,;\,x_{1}]} і третя  — на проміжку {\displaystyle [x_{4}\,;\,+\infty )}
Оскільки характеристичне рівняння не має кратних коренів, то подвійні точки у кривої відсутні.
Крива перетинає асимптоти на скінченній відстані в точках: {\displaystyle \left(0\,,\,{\frac {d}{e}}\right)\,,\left({\frac {4ad\pm 2be\cdot {\sqrt {a}}}{b^{2}-4ac\mp 4ae\cdot {\sqrt {a}}}}\,,\,{\frac {8a^{2}d+b^{3}-4abc}{2a\cdot (b^{2}-4ac\mp 4ae\cdot {\sqrt {a}})}}\right)}, а також перетинає вісь {\displaystyle Ox}.
Кожна хорда кривої, яка перпендикулярна до осі {\displaystyle Ox}, поділяється навпіл гіперболою {\displaystyle y=-{\frac {e}{2x}}}, що перетинає криву в точках {\displaystyle x_{1}\,,x_{2}\,,x_{3}\,,x_{4}}. Гілка цієї гіперболи, що лежить в півплощині {\displaystyle x<0}, розділяє першу та другу нескінченні гілки даної кривої 3-го порядку, які мають спільну асимптоту — вісь ординат {\displaystyle Oy}, до якої вони наближаються з різних сторін в протилежних напрямках. Рис.2 Адіаметральна гіперболічна гіпербола, тип 2
2. Всі корені характеристичного рівняння дійсні та різні; два з них від'ємні, два — додатні.
Нехай {\displaystyle x_{1}<x_{2}<0<x_{3}<x_{4}}.Тоді:
на проміжках {\displaystyle (x_{1};x_{2})\cup (x_{3};x_{4})} змінна {\displaystyle y} приймає уявні значення, а на проміжку {\displaystyle (x_{2};x_{3})} знаходиться значення {\displaystyle x=0}.
Крива складається з трьох нескінченних гілок, одна з яких змієподібна (anguinea в термінології Ньютона), наближається до своєї асимптоти {\displaystyle x=0} з різних боків і в протилежних напрямках, а дві інші — гіперболічні. Всі гілки перетинають вісь абсцис {\displaystyle Ox}, а також всі три асимптоти на скінченній відстані.Рис.3 Адіаметральна гіперболічна гіпербола, тип 3
3. Всі корені характеристичного рівняння дійсні; два з них збігаються, причому кратний корінь більший, або менший за обидва різних кореня та має протилежний з ними знак.
Нехай {\displaystyle x_{1}=x_{2}<0<x_{3}<x_{4}}.Тоді:
змінна {\displaystyle y} приймає дійсні значення при {\displaystyle x\leq x_{3};\quad x\geq x_{4}}. При {\displaystyle x=x_{1}=x_{2}} крива має вузлову (подвійну) точку, що знаходиться поза асимптотичним трикутником.
Крива складається з трьох нескінченних гілок, дві з яких перетинаються у вузловій точці. Крива перетинає вісь абсцис {\displaystyle Ox} в трьох точках, а також всі три асимптоти на скінченній відстані.Рис.4 Адіаметральна гіперболічна гіпербола, тип 4
4. Всі корені характеристичного рівняння дійсні; два з них збігаються, причому кратний корінь більший, або менший за обидва різних кореня; всі корені одного знаку.
Нехай {\displaystyle 0<x_{1}<x_{2}<x_{3}=x_{4}}.Тоді:
змінна {\displaystyle y} приймає дійсні значення при {\displaystyle x\leq x_{1};\quad x\geq x_{2}}. 
Крива складається з трьох гілок з петлею, оскільки на проміжку {\displaystyle [x_{2};x_{3}]} змінна {\displaystyle y} приймає скінченні значення. Вузлова точка знаходиться всередині асимптотичного трикутника.Рис.5 Адіаметральна гіперболічна гіпербола, тип 5
5. Всі корені характеристичного рівняння дійсні; два з них збігаються, причому кратний корінь більший одного та менший за другого з різних коренів; всі корені одного знаку.
Нехай {\displaystyle 0<x_{1}<x_{2}=x_{3}<x_{4}}.Тоді:
на проміжках {\displaystyle (x_{1};x_{2})\cup (x_{3};x_{4})} змінна {\displaystyle y} приймає уявні значення, а отже, точка {\displaystyle \left(x_{2};-{\frac {e}{2x_{2}}}\right)} є ізольованою та знаходиться всередині асимптотичного трикутника. Окрім ізольованої точки, крива складається з трьох нескінченних гілок, шо розміщені на проміжках {\displaystyle (-\infty \,;\,0)\,,\,(-\infty \,;\,x_{1}]\,,\,[x_{4}\,;\,+\infty )}. Наближається до асимптоти {\displaystyle x=0} з різних боків, та перетинає всі три асимптоти на скінченній відстані.Рис.6 Адіаметральна гіперболічна гіпербола, тип 6

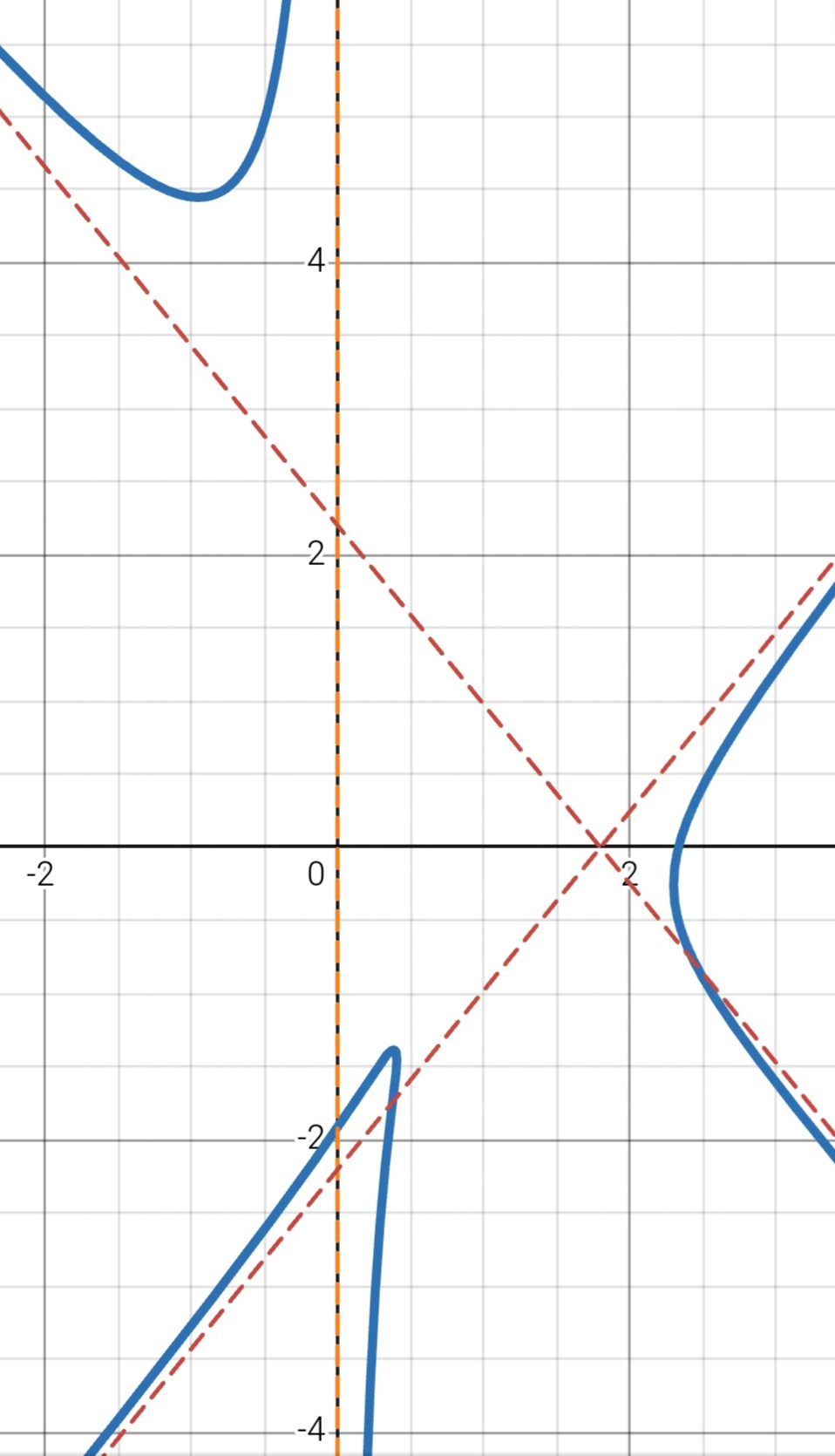
Рис.6 Адіаметральна гіперболічна гіпербола, тип 6

6. Всі корені арактеристичного рівняння дійсні; три з них збігаються.
Нехай {\displaystyle x_{1}=x_{2}=x_{3}<x_{4}}.
Крива складаться з трьох гілок з точкою звороту 2-го роду {\displaystyle \left(x_{1};-{\frac {e}{2x_{1}}}\right)}, що знаходиться всередині асимптотичного трикутника.Рис.7 Адіаметральна гіперболічна гіпербола, тип 7

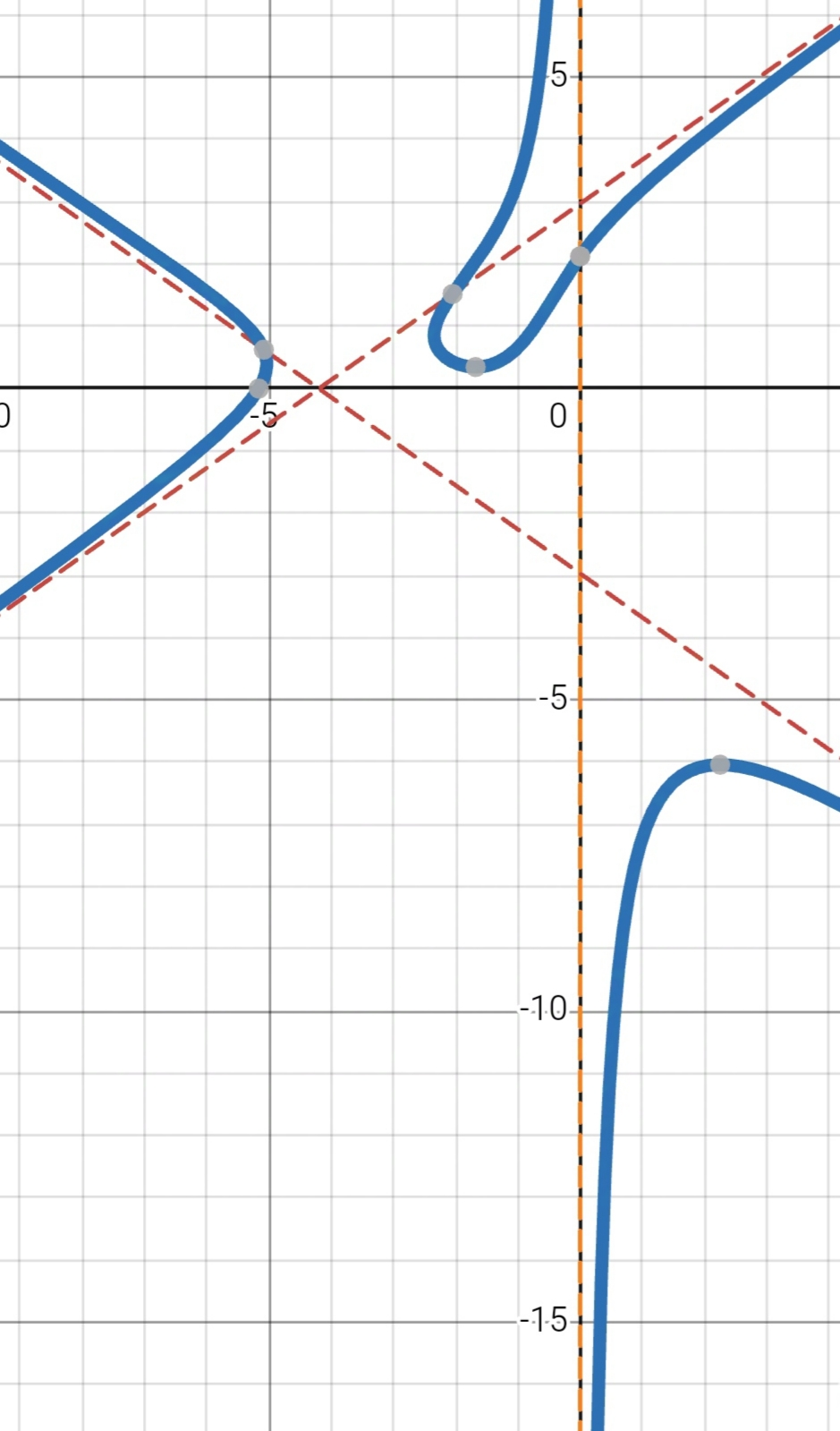
Рис.7 Адіаметральна гіперболічна гіпербола, тип 7

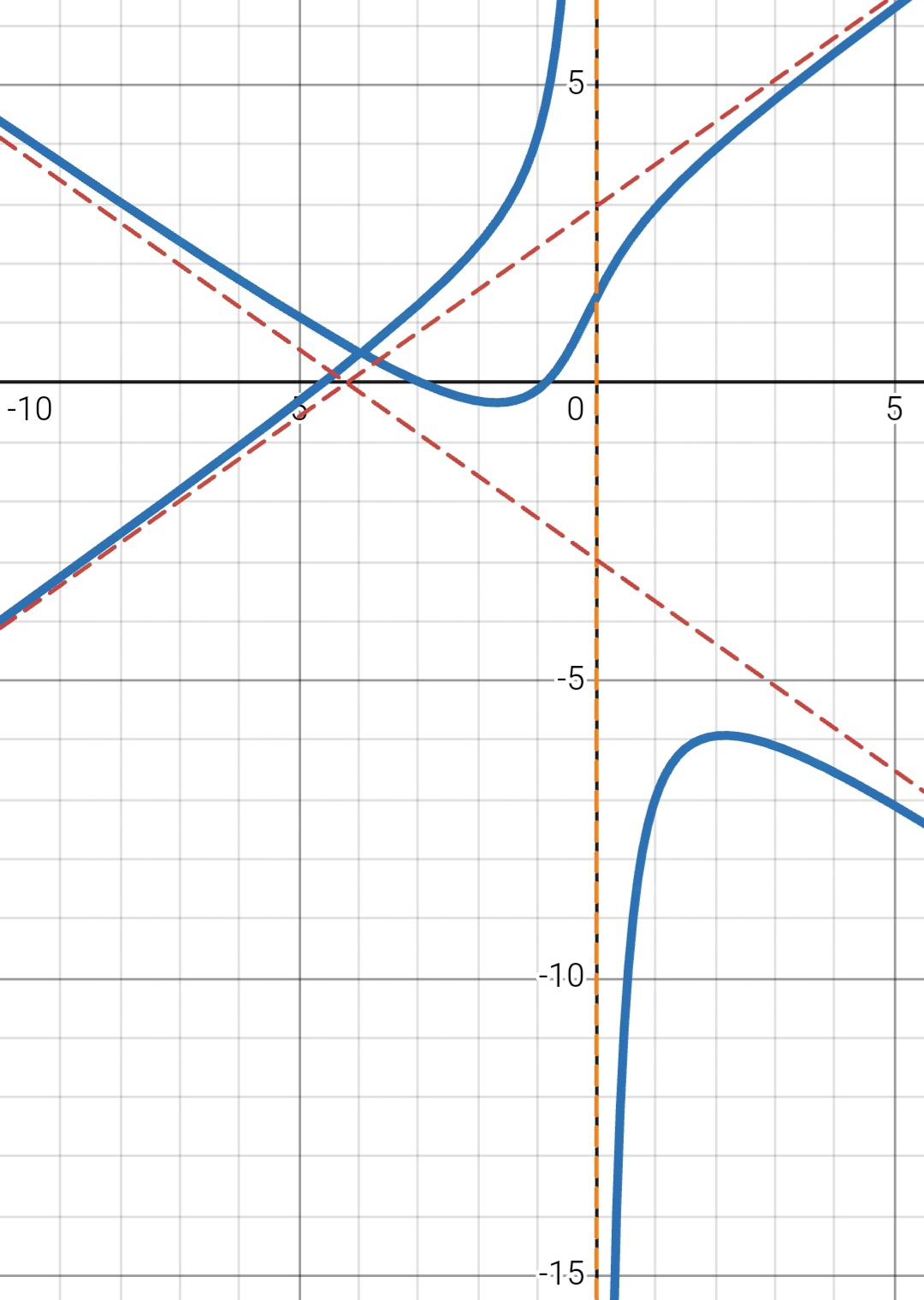
Рис.8 Адіаметральна гіперболічна гіпербола, тип 8

7. Два кореня характеристичного рівняння — комплексні спряжені, а два — дійсні і різні.
Нехай {\displaystyle x_{1}<x_{2}\,;\quad x_{3,4}=\alpha \pm \beta \cdot i}.
Дійсні значення змінна {\displaystyle y} приймає при  {\displaystyle x\leq x_{1};\quad x\geq x_{2}}. 
Крива складається з трьох гілок гіперболічного типу.Рис.8 Адіаметральна гіперболічна гіпербола, тип 8
8. Два кореня характеристичного рівняння — комплексні спряжені, а два — дійсні і рівні.
Нехай {\displaystyle x_{1}=x_{2}\,;\quad x_{3,4}=\alpha \pm \beta \cdot i}.
Дійсні значення змінна {\displaystyle y} приймає при  {\displaystyle x\leq x_{1};\quad x\geq x_{2}}. 
Крива складається з трьох гілок гіперболічного типу, дві з яких перетинаються у вузловій точці  {\displaystyle \left(x_{1};-{\frac {e}{2x_{1}}}\right)}, що знаходиться поза асимптотичним трикутником.Рис.9 Адіаметральна гіперболічна гіпербола, тип 9

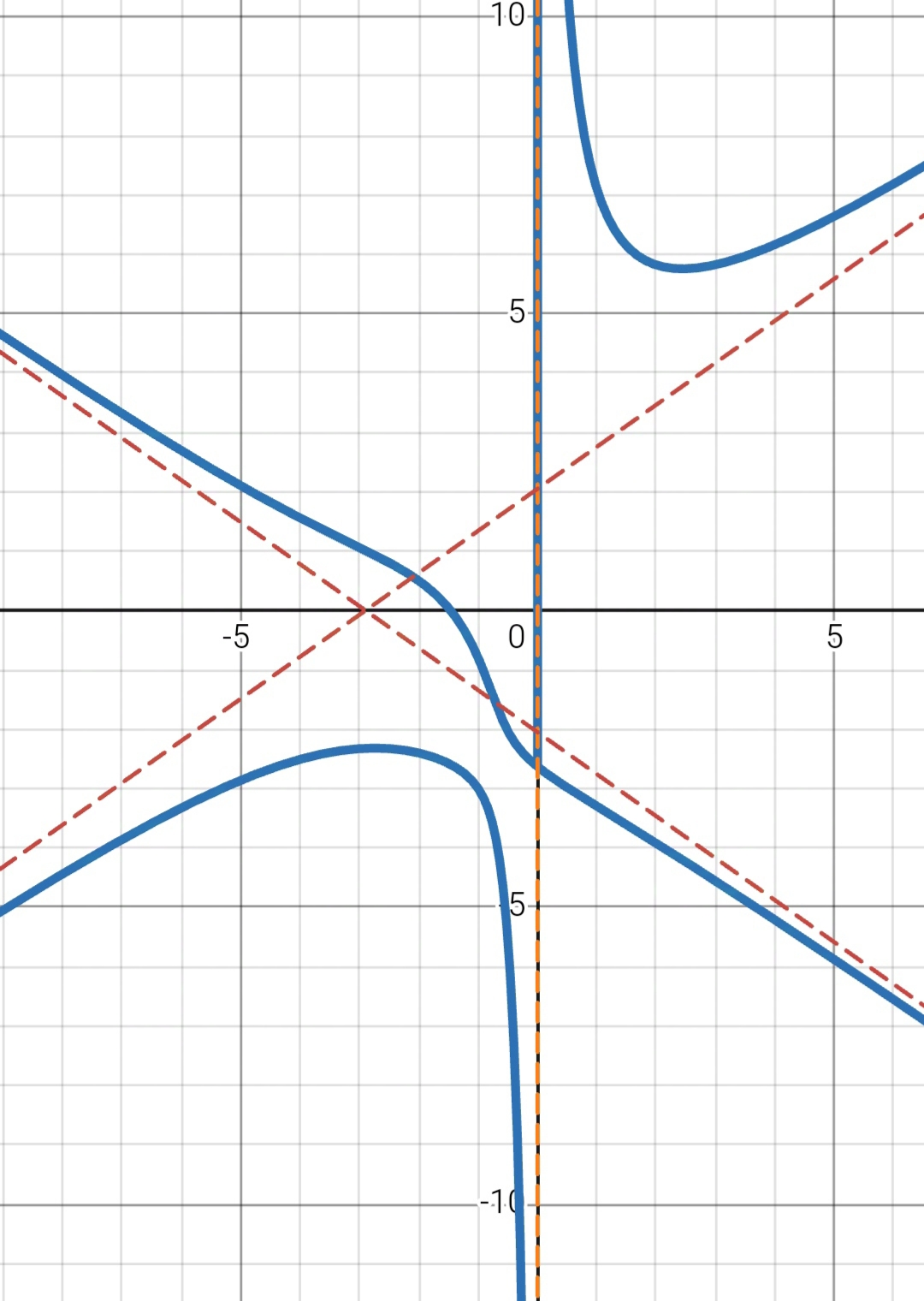
Рис.9 Адіаметральна гіперболічна гіпербола, тип 9

9. Характеристичне рівняння має дві пари спряжених комплексних коренів.
Крива складається з трьох гілок, одна з яких — змієподібна, а дві — гіперболічного типу.

### Рід 2. Монодіаметральна гіперболічна гіпербола
{\displaystyle e=0\,;\,b\neq 0\,;\,b^{2}-4ac\neq 0}
Крива має один діаметр {\displaystyle y=0} та симетрична відносно осі {\displaystyle Ox}.
Характеристичне рівняння кривої приймає вигляд:
{\displaystyle a\cdot x^{4}+b\cdot x^{3}+c\cdot x^{2}+d\cdot x=0}
Одна з трьох нескінченно віддалених точок кривої є точкою перегину.  Оскулююча асимптота, що прямує до цієї точки, не перетинає кривої на скінченній відстані. :стор.15 - 16
Поділяється на дванадцять типів:
1. Всі корені характеристичного рівняння дійсні та різні; всі одного знаку.
Нехай {\displaystyle x_{1}=0<x_{2}<x_{3}<x_{4}}.
Змінна {\displaystyle y} приймає дійсні значення при {\displaystyle x\leq x_{1};\quad x_{2}\leq x\leq x_{3};\quad x\geq x_{4}}.
На проміжку {\displaystyle [x_{1};x_{2}]} змінна {\displaystyle y} приймає кінцеві значення; крива тут має замкнену форму (овал), який повністю знаходиться всередині асимптотичного трикутника.
2. Всі корені характеристичного рівняння дійсні; наявні корені різних знаків, до того ж {\displaystyle |x_{1}|>x_{3}+x_{4}} (в припущенні, що {\displaystyle x_{1}<x_{2}=0<x_{3}<x_{4}}.
 Крива складається з трьох гілок, дві з яких мають гіперболічну форму, а одна — конхоїдна (вона розміщена по один бік від асимптоти {\displaystyle x=0}), наближається до неї в протилежних напрямках  з боку основи асимптотичного трикутника, тобто розміщена в напівплощині, протилежній до напівплощини асимптотичного трикутника.
3. Те ж саме, що і в п. 2, тільки {\displaystyle |x_{1}|<x_{3}+x_{4}}.
Конхоїдна гілка наближається до асимптоти {\displaystyle x=0} з боку вершини асимптотичного трикутника, тобто розміщена в напівлощині асимптотичного трикутника.
4. Два корені характеристичного рівняння збігаються та менші за різні корені; знак кратного кореня протилежний знаку простого кореня. До того ж виконується умова {\displaystyle |x_{1}|>{\frac {x_{4}}{2}}} (в припущенні, що {\displaystyle x_{1}=x_{2}<x_{3}=0<x_{4}}).
Дійсні значення змінна {\displaystyle y} приймає на проміжках {\displaystyle (-\infty \,;\,0)\cup [x_{4}\,;\,+\infty )}.
Крива складається з трьох нескінченних гілок гіперболічного типу, дві з яких перетинаються у вузловій точці {\displaystyle (x_{1}\,;\,0)}, що лежить поза межами асимптотичного трикутника з боку його вершини.
5. Те ж саме, що і в п. 4, тільки {\displaystyle |x_{1}|<{\frac {x_{4}}{2}}}.
Вузлова точка знаходиться поза межами асимптотичного трикутника з боку його основи.
6. Кратний корінь знаходиться в проміжку між двох різних коренів характеристичного рівняння; всі корені одного знаку.
Нехай {\displaystyle x_{1}=0<x_{2}=x_{3}<x_{4}}.
Окрім трьох нескінченних гілок, крива має ізольовану точку {\displaystyle (x_{2}\,;\,0)}, що лежить в межах асимптотичного трикутника.
При {\displaystyle x_{2}<{\frac {x_{4}}{2}}} всі три гілки вписані в кути між асимптотами, при {\displaystyle {\frac {x_{4}}{2}}<x_{2}<x_{4}}, одна з гілок (та, що проходить через точку {\displaystyle (x_{4}\,;\,0)}) описана навколо кута між асимптотами.
7. Кратний корінь більший обох різних коренів характеристичного рівняння; всі корені одного знаку.
Нехай {\displaystyle x_{1}=0<x_{2}<x_{3}=x_{4}}.
Крива складається з трьох нескінченних гілок, одна з яких має петлю з вузловою точкою {\displaystyle (x_{3}\,;\,0)}, що знаходиться всередині асимптотичного трикутника.
8. Всі корені характеристичного рівняння дійсні і три з них збігаються.
Нехай {\displaystyle x_{1}=x_{2}=x_{3}<x_{4}}.
Крива складаться з трьох гілок, одна з яких має точку звороту 1-го роду {\displaystyle \left(x_{1};0\right)}, що знаходиться всередині асимптотичного трикутника.
9. Характеристичне рівняння має два дійсних кореня: {\displaystyle x_{1}=0} та {\displaystyle x_{2}=t\neq 0}, та два комплексних спояжених кореня {\displaystyle x_{3,4}=\alpha \pm \beta \cdot i}. До того ж {\displaystyle t} та {\displaystyle \alpha } одгого знаку та {\displaystyle |t|\leq 2\cdot |\alpha |}.
Крива складається з трьох гладких гілок без особливих точок. Одна з них описана навколо вершини асимптотичного трикутника.
10. Те ж саме, що і в п. 9, тільки {\displaystyle |t|>2\cdot |\alpha |}.
Вказана вище гілка вписана в кут між асимптотами.
11. Те ж саме, що і в п. 9, тільки {\displaystyle t} та {\displaystyle \alpha } мають різні знаки, {\displaystyle |t|<2\cdot |\alpha |\,,\quad t\cdot (t-4\alpha )>4\beta ^{2}}. 
Та ж гілка наближається до асимптот з їх зовнішньої сторони поза основою асимптотичного трикутника.
12. Те ж саме, що і в п. 9, тільки {\displaystyle t\cdot (t-4\alpha )<4\beta ^{2}}. 
Та ж гілка наближається до асимптот з їх внутрішньої сторони поза основою асимптотичного трикутника.